# (49702) Koikeda
(49702) Koikeda (1999 VC2) – planetoida z pasa głównego asteroid okrążająca Słońce w ciągu 3,52 lat w średniej odległości 2,31 j.a. Odkryta 4 listopada 1999 roku.